# Сельское поселение «Село Фоминичи»
Сельское поселение «Село Фоминичи» — муниципальное образование в составе Кировского района Калужской области России.
Центр — село Фоминичи.

## Население
| 2010 | 2012 | 2013 | 2014 | 2015 | 2016 | 2017 |
| ---- | ---- | ---- | ---- | ---- | ---- | ---- |
| 506  | ↘482 | ↘465 | ↘446 | ↗451 | ↗455 | ↗460 |
| 2018 | 2019 | 2020 | 2021 |      |      |      |
| ↘439 | ↘428 | ↘411 | ↗539 |      |      |      |

## Состав
В поселение входят 9 населённых мест:
- село Фоминичи
- деревня Винозаводчик
- деревня Заря
- деревня Малые Зимницы
- деревня Неполоть
- деревня Новоселки
- деревня Пробуждение
- станция Пробуждение
- деревня Сельцы